# Joni Mäki
Joni Mäki (24 januari 1995) is een Finse langlaufer.

## Carrière
Mäki maakte zijn wereldbekerdebuut in maart 2014 in Lahti. In januari 2016 scoorde de Fin in Planica zijn eerste wereldbekerpunten. In november 2018 behaalde hij in Lillehammer zijn eerste toptienklassering in een wereldbekerwedstrijd. Op de wereldkampioenschappen langlaufen 2019 in Seefeld eindigde Mäki als dertiende op de sprint en als 52e op de 15 kilometer klassieke stijl. In Oberstdorf nam de Fin deel aan de wereldkampioenschappen langlaufen 2021. Op dit toernooi eindigde hij als dertiende op de sprint. Op de teamsprint veroverde hij samen met Ristomatti Hakola de zilveren medaille, samen met Ristomatti Hakola, Iivo Niskanen en Perttu Hyvärinen eindigde hij als zesde op de estafette.

## Resultaten

### Wereldkampioenschappen
| Jaar | Plaats     | Resultaten                                                                                             |
| ---- | ---------- | --- |
| 2019 | Seefeld    | 13e Sprint (vrije stijl) 52e 15 km klassieke stijl                                                     |
| 2021 | Oberstdorf | 13e Sprint (klassieke stijl) · DNF 15 km vrije stijl · Teamsprint (vrije stijl) · 6e 4×10 km estafette |

### Wereldbeker
| Legenda | Legenda            |
| ------- | ------------------ |
| TdS     | Tour de Ski        |
| NO      | Nordic Opening     |
| LT      | Lillehammer Triple |
| RT      | Ruka Triple        |
| WBF     | Wereldbekerfinale  |
| STC     | Ski Tour Canada    |
| ST      | Ski Tour           |

Eindklasseringen
| Seizoen   | Algm | DI  | SP  | TdS |
| --------- | ---- | --- | --- | --- |
| 2015/2016 | 148e | –   | 99e | –   |
| 2017/2018 | 130e | –   | 72e | –   |
| 2018/2019 | 44e  | 79e | 19e | –   |
| 2019/2020 | 76e  | –   | 39e | –   |
| 2020/2021 | 37e  | 42e | 28e | –   |